# Granalien

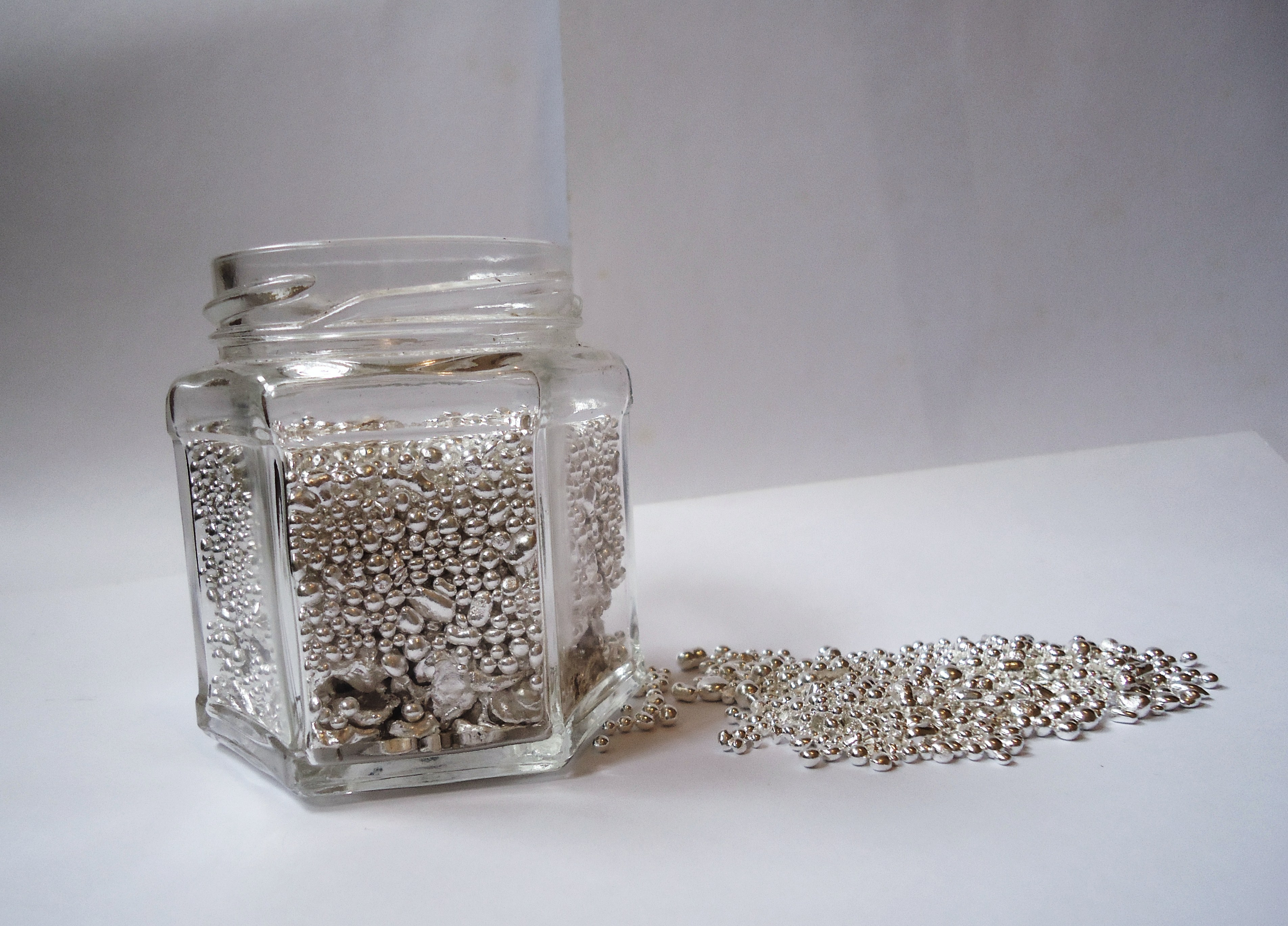
Silbergranalien

In der Metallurgie sind die Granalien (zu lateinisch granum ‚Korn‘) Erze mit Beimengungen von Fremdstoffen, die durch Abkühlen zu kleinen Kügelchen erstarrt sind. Granalien sind einzelne Elemente eines Granulats und bestehen aus Primärpartikeln, organischen Hilfsstoffen, Restgehalten an Dispersionsflüssigkeit und Luft. Die tropfenförmigen, kugelartigen Gebilde entstehen beim Granulieren, wenn ein feiner Strahl aus flüssiger Schlacke oder Metall in strömendes Wasser fließt.
Auch das bei der Produktion von Beton in einem rotierenden Behältnis zu Granulat angesammelte Material wird als „Granalie“ beschrieben. In der chemischen Industrie, bei der Herstellung von Arzneimitteln und bei der Herstellung von Werkstücken der Silber- und Goldschmiedekunst spricht man ebenso von Granalien.